# Jaskinia Klonowa
Jaskinia Klonowa – jaskinia znajduje się w zboczu Kępy Fortecznej, na pograniczu grudziądzkiej dzielnicy Małe Tarpno a wsią Nowa Wieś w gminie Rogóźno. W jej sąsiedztwie znajduje się Jaskinia Pod Wierzbą.
Pod względem geograficznym znajduje się w mezoregionie Kotlina Grudziądzka, wchodzącym w skład makroregionu Dolina Dolnej Wisły.

## Geneza
Jaskinia powstała w plejstoceńskich zlepieńcach i piaskowcach różnoziarnistych na skutek erozji wodnej, wietrzenia i grawitacyjnego spełzywania pakietów skalnych.

## Opis
Jaskinia ma trzy otwory wejściowe. Największy z nich ma wymiary 5 m szerokości i 1,2 m wysokości. Pozostałe dwa są w formie mniejszych soczewek. Otwór od strony południowo-wschodniej ma szerokość 1,5 m i 0,5 m wysokości. Trzecie wejście znajduje się po stronie zachodniej o wymiarach niedostępnych dla człowieka. Jaskinia ma dwa poziomy i składa się z komory głównej oraz korytarza o długości 4 m, dając łącznie długość około 19 m. Czyni ją to największą jaskinią w Dolinie Dolnej Wisły i województwie kujawsko-pomorskim.
Niestety to miejsce jest nieoznakowane turystycznie, a dno w pobliżu otworu wejściowego jaskini jest zaśmiecone.